# Тойлиев, Ислам
Ислам Тойлиев (1903 — ????) — работник сельского хозяйства, хлопкороб.

## Биография
Родился в 1903 году на территории современного Дашогузского велаята Туркменистана. Работал звеньевым хлопководческого колхоза «Большевик» Куня-Ургенчского района Ташаузской области Туркменской ССР.
В 1947 году Тойлиев получил высокий урожай хлопка — 90,23 центнера с каждого гектара.
Указом Президиума Верховного Совета СССР от 5 апреля 1948 года за «получение высоких урожаев хлопка при выполнении колхозом обязательных поставок и натуроплаты за работу МТС в 1947 году и обеспеченности семенами зерновых культур для весеннего сева 1948 года» Ислам Тойлиев был удостоен высокого звания Героя Социалистического Труда с вручением ордена Ленина за номером 70736 и золотой медали «Серп и Молот».
В 1948 году Тойлиев получил урожай 88,6 центнера с каждого гектара, в 1949 году — по 66,2 центнера, в 1950 году — по 67,3 центнера.
Указом Президиума Верховного Совета СССР от 30 июля 1951 года за «исключительные заслуги перед государством» Ислам Тойлиев был награждён второй золотой медалью «Серп и Молот».
Постановлением Президиума Верховного Совета СССР от 10 декабря 1952 года «в связи с невыполнением показателей по урожайности хлопка-сырца, установленных для присвоения звания Героя Социалистического Труда» Тойлиев был лишён второй золотой медали «Серп и Молот».
Дальнейшая судьба неизвестна.